# Dunmal
Dunmal (Tinea dubiella) är en fjärilsart som beskrevs av Henry Tibbats Stainton 1859. Dunmal ingår i släktet Tinea och familjen äkta malar. Arten är reproducerande i Sverige. Inga underarter finns listade i Catalogue of Life.